# Big Brother Hrvatska (1. sezona)
Big Brother 1, poznat i kao Big Brother: Vidi sve, bila je prva hrvatska sezona reality showa Big Brother, koju je vodila Daria Knez. Počela je 18. rujna 2004. i trajala je 100 dana završavajući 26. prosinca 2004. Imala je sjajan odjek kod gledatelja i postala je jedan od prvih velikih uspjeha televizijske kuće RTL Televizija.
Usprkos velikom komercijalnom uspjehu, prva sezona je bila stavljena i pod snažnu kritiku. Andrija Hebrang, tadašnji hrvatski ministar zdravstva se bunio u javnosti jer su kandidati showa pušili cigarete dok je trajao program, što je bilo protiv hrvatskog zakona. Show je također stvorio i malu kontroverzu kad je jedan od kandidata, Zdravko Lamot, izrekao homofobnu izjavu.
Ostale kritike su se sastojale od toga kako kandidati nisu izabrani na temelju različitih životnih dobi i iskustava, jer nisu predstavljali pravu hrvatsku populaciju. Većina kandidata su bili u srednjim 20-im godinama, pohađali su fakultete i dolazili su iz dobrostojećih obitelji. Iznimka je npr. bio Saša Tkalčević, 32-godišnji biker iz Bjelovara, suprug i otac dva sina. Odmah se istaknuo kao vođa cijele ekipe.
U prvoj sezoni, 12 kandidata je ušlo u kuću 1. dana. Kasnije, dva stanara su se priključila već spomenutima.

## Voditelji
- Daria Knez
- Neno Pavinčić
- Boris Mirković

## Stanari
| Ime i prezime        | Ulazak  | Izlazak  | Status                                             |
| -------------------- | ------- | -------- | -------------------------------------------------- |
| Saša Tkalčević (33)  | Dan 1.  | Dan 100. | Pobjednik (100 dana u kući)                        |
| Zdravko Lamot (23)   | Dan 1.  | Dan 100. | 2. mjesto (100 dana u kući)                        |
| Alen Macinić (24)    | Dan 1.  | Dan 100. | 3. mjesto (100 dana u kući)                        |
| Marina Bajlo (24)    | Dan 1.  | Dan 100. | 4. mjesto (100 dana u kući)                        |
| Antonija Blaće (24)  | Dan 1.  | Dan 91.  | 8. izbačena (91 dan u kući)                        |
| Valentina Tasić (23) | Dan 1.  | Dan 84.  | 7. izbačena (84 dana u kući)                       |
| Ana Gotovac (30)     | Dan 1.  | Dan 77.  | 6. izbačena (77 dana u kući)                       |
| Željko Mađarić (29)  | Dan 28. | Dan 70.  | 5. izbačen (42 dana u kući)                        |
| Sanja Kvastek (23)   | Dan 1.  | Dan 63.  | 4. izbačena (63 dana u kući)                       |
| Vlatka Kraljić (24)  | Dan 28. | Dan 49.  | 3. izbačena (21 dan u kući)                        |
| Filip Voloder (25)   | Dan 1.  | Dan 35.  | 2. izbačen (35 dana u kući)                        |
| Ozren Petrić (29)    | Dan 1.  | Dan 23.  | napustio kuću na vlastiti zahtjev (23 dana u kući) |
| Krešo Jengić (24)    | Dan 1.  | Dan 22.  | pobjegao iz kuće (22 dana u kući)                  |
| Egle Brožić (25)     | Dan 1.  | Dan 14.  | 1. izbačena iz kuće (14 dana u kući)               |

## Nominacije
|                  | 2. tjedan               | 4. tjedan            | 5. tjedan                 | 7. tjedan                 | 9. tjedan                 | 10. tjedan                | 11. tjedan                | 12. tjedan                   | 13. tjedan                  | 14. tjedan Finale           | 14. tjedan Finale           | Dobivenih nominacija |
| ---------------- | ----------------------- | -------------------- | ------------------------- | ------------------------- | ------------------------- | ------------------------- | ------------------------- | ---------------------------- | --------------------------- | --------------------------- | --------------------------- | -------------------- |
| Saša             | Egle, Filip             | Alen, Marina         | Alen, Marina              | Antonija, Vlatka          | Antonija, Sanja           | Antonija, Marina          | Antonija, Marina          | Antonija, Valentina          | Antonija, Marina            | Pobjednik (Dan 100)         | Pobjednik (Dan 100)         | 7                    |
| Zdravko          | Ozren, Sanja            | Krešo, Ozren         | Antonija, Sanja           | Sanja, Vlatka             | Marina, Sanja             | Antonija, Marina          | Antonija, Valentina       | Antonija, Valentina          | Antonija, Marina            | Drugo mjesto (Dan 100)      | Drugo mjesto (Dan 100)      | 13                   |
| Alen             | Ana, Filip              | Ana, Ozren           | Filip, Valentina          | Vlatka, Željko            | Sanja, Valentina          | Ana, Valentina            | Ana, Antonija             | Antonija, Valentina          | Antonija, Saša              | Treće mjesto (Dan 100)      | Treće mjesto (Dan 100)      | 20                   |
| Marina           | Egle, Ozren             | Ozren, Sanja         | Sanja, Zdravko            | Vlatka, Željko            | Sanja, Željko             | Saša, Željko              | Alen, Ana                 | Antonija, Saša               | Saša, Zdravko               | Četvrto mjesto (Dan 100)    | Četvrto mjesto (Dan 100)    | 17                   |
| Antonija         | Alen, Zdravko           | Alen, Ozren          | Filip, Zdravko            | Saša, Zdravko             | Alen, Željko              | Alen, Željko              | Alen, Zdravko             | Marina, Saša                 | Saša, Zdravko               | Izbačen/a (Dan 91)          | Izbačen/a (Dan 91)          | 18                   |
| Valentina        | Egle, Ozren             | Krešo, Ozren         | Alen, Filip               | Alen, Vlatka              | Ana, Željko               | Alen, Željko              | Alen, Ana                 | Alen, Zdravko                | Izbačen/a (Dan 84)          | Izbačen/a (Dan 84)          | Izbačen/a (Dan 84)          | 9                    |
| Ana              | Alen, Egle              | Filip, Ozren         | Filip, Marina             | Vlatka, Željko            | Alen, Željko              | Alen, Željko              | Alen, Marina              | Izbačen/a (Dan 77)           | Izbačen/a (Dan 77)          | Izbačen/a (Dan 77)          | Izbačen/a (Dan 77)          | 10                   |
| Željko           | Nije bio u kući         | Nije bio u kući      | preskočio nominacije      | Ana, Antonija             | Alen, Marina              | Alen, Valentina           | Izbačen/a (Dan 70)        | Izbačen/a (Dan 70)           | Izbačen/a (Dan 70)          | Izbačen/a (Dan 70)          | Izbačen/a (Dan 70)          | 12                   |
| Sanja            | Alen, Egle              | Marina, Zdravko      | Marina, Zdravko           | Ana, Vlatka               | Marina, Željko            | Izbačen/a (Dan 63)        | Izbačen/a (Dan 63)        | Izbačen/a (Dan 63)           | Izbačen/a (Dan 63)          | Izbačen/a (Dan 63)          | Izbačen/a (Dan 63)          | 9                    |
| Vlatka           | Nije bila u kući        | Nije bila u kući     | preskočila nominacije     | Marina, Zdravko           | Izbačen/a (Dan 49)        | Izbačen/a (Dan 49)        | Izbačen/a (Dan 49)        | Izbačen/a (Dan 49)           | Izbačen/a (Dan 49)          | Izbačen/a (Dan 49)          | Izbačen/a (Dan 49)          | 7                    |
| Filip            | Antonija, Ozren         | Krešo, Ozren         | Antonija, Valentina       | Izbačen/a (Dan 35)        | Izbačen/a (Dan 35)        | Izbačen/a (Dan 35)        | Izbačen/a (Dan 35)        | Izbačen/a (Dan 35)           | Izbačen/a (Dan 35)          | Izbačen/a (Dan 35)          | Izbačen/a (Dan 35)          | 7                    |
| Ozren            | Krešo, Zdravko          | Marina, Zdravko      | Napustio show (Dan 23)    | Napustio show (Dan 23)    | Napustio show (Dan 23)    | Napustio show (Dan 23)    | Napustio show (Dan 23)    | Napustio show (Dan 23)       | Napustio show (Dan 23)      | Napustio show (Dan 23)      | Napustio show (Dan 23)      | 14                   |
| Krešo            | Egle, Ozren             | Ana, Ozren           | Pobjegao iz kuće (Dan 22) | Pobjegao iz kuće (Dan 22) | Pobjegao iz kuće (Dan 22) | Pobjegao iz kuće (Dan 22) | Pobjegao iz kuće (Dan 22) | Pobjegao iz kuće (Dan 22)    | Pobjegao iz kuće (Dan 22)   | Pobjegao iz kuće (Dan 22)   | Pobjegao iz kuće (Dan 22)   | 5                    |
| Egle             | Krešo, Ozren            | Izbačen/a (Dan 14)   | Izbačen/a (Dan 14)        | Izbačen/a (Dan 14)        | Izbačen/a (Dan 14)        | Izbačen/a (Dan 14)        | Izbačen/a (Dan 14)        | Izbačen/a (Dan 14)           | Izbačen/a (Dan 14)          | Izbačen/a (Dan 14)          | Izbačen/a (Dan 14)          | 6                    |
|                  |                         |                      |                           |                           |                           |                           |                           |                              |                             |                             |                             |                      |
| Bilješke         | -                       | 1                    | 2                         | -                         | -                         | -                         | -                         | -                            | -                           | 3                           | 3                           |                      |
| Nominirani       | Egle, Ozren             | Krešo, Marina, Orzen | Filip, Marina, Zdravko    | Vlatka, Željko            | Sanja, Željko             | Alen, Željko              | Alen, Ana, Antonija       | Antonija, Valentina          | Antonija, Saša              | Alen, Marina, Saša, Zdravko | Alen, Marina, Saša, Zdravko |                      |
| Pobjegao iz kuće | -                       | Krešo                | -                         | -                         | -                         | -                         | -                         | -                            | -                           | -                           | -                           |                      |
| Napustio show    | -                       | Ozren                | -                         | -                         | -                         | -                         | -                         | -                            | -                           | -                           | -                           |                      |
| Izbačen/a        | Egle 71% za izbacivanje | Izbacivanje otkazano | Filip 55% za izbacivanje  | Vlatka 84% za izbacivanje | Sanja 73% za izbacivanje  | Željko 64% za izbacivanje | Ana 51% za izbacivanje    | Valentina 63% za izbacivanje | Antonija 80% za izbacivanje | Marina 6% za pobjednicu     | Alen 7% za pobjednika       |                      |
| Izbačen/a        | Egle 71% za izbacivanje | Izbacivanje otkazano | Filip 55% za izbacivanje  | Vlatka 84% za izbacivanje | Sanja 73% za izbacivanje  | Željko 64% za izbacivanje | Ana 51% za izbacivanje    | Valentina 63% za izbacivanje | Antonija 80% za izbacivanje | Zdravko 10% za pobjednika   | Saša 77% za pobjednika      |                      |